# Ullbergsträsk
Ullbergsträsk är en by i Skellefteå kommun i Västerbotten. Den ligger ca 8, 5 mil från Skellefteå. Under 1940-talet bodde det ca 200 personer i Ullbergsträsk. Numera bor ca 12 personer i byn året runt. Byn har en hembygdsförening och ett bönhus där även ett väckelsemuseum finns inrymt. I den fiskrika sjön finns gott om gädda och abborre.